# Ӡ
Ӡ、ӡは、キリル文字のひとつ。アブハズ語及びウィルタ語で用いられる。

## 呼称
- アブハズ語：Ӡы
- Unicode:CYRILLIC CAPITAL/SMALL LETTER ABKHASIAN DZE (アブハズ語のヅェー)

## 音素
- 有声歯茎破擦音/d͡z/を表す。アブハズ語ではЗは有声歯茎摩擦音/z/を表し、Ӡとは異なる音として扱われる。

## アルファベット上の位置
アブハズ語アルファベットの19文字目である。

## 関連事項
- Ʒ - ラテン文字のエッジュ。発音記号では有声後部歯茎摩擦音を表す。
- Ѕ - マケドニア語のゼ。